# Bratotin
Bratotin en albanais et en serbe latin (en serbe cyrillique : Братотин) est une localité du Kosovo située dans la commune/municipalité de Rahovec/Orahovac et dans le district de Prizren/Prizren. Selon le recensement de 2011, elle compte 396 habitants, dont une majorité d'Albanais.
Selon le découpage administratif du Kosovo, la localité fait partie du district de Gjakovë/Đakovica.

## Démographie

### Évolution historique de la population dans la localité
| 1948 | 1953 | 1961 | 1971 | 1981 | 1991 | 2011 |
| ---- | ---- | ---- | ---- | ---- | ---- | ---- |
| 162  | 207  | 262  | 288  | 427  | 489  | 396  |

|  |